# アンディ・ギブ
アンディ・ギブ（英: Andy Gibb、1958年3月5日 - 1988年3月10日）は、イギリスの歌手。1970年代後半から1980年代初めにかけて世界的にアイドル的な人気を博した。ビージーズの3人（バリー・ギブ、ロビン・ギブ、モーリス・ギブ）の弟。

## アメリカ・デビュー以前
本名アンドリュー・ロイ・ギブ（英: Andrew Roy Gibb）は、父ヒュー・ギブ(1916～92)と母バーブラ(1920～2016)の下で生まれ、その6ヶ月後に家族とともにオーストラリアのブリスベン北にあるクリブ島に引っ越した。彼は末っ子で、1人の姉（レズリー 1945年生）と3人の兄（バリー 1946年生、ロビン 1949年生、モーリス 1949年生）がいた。上のきょうだい達とは歳が離れているため家族達から溺愛されて育った。、アンディが8歳の時である1967年1月、家族とともにイングランドへ帰国した頃、ビージーズは世界的な名声を得た。兄達の成功は少年期のアンディの生活をも変え、学校へロールスロイスで学校に送迎されるような生活に変わった。そのことが他の生徒の妬みを買い、学校でのアンディの生活を困難にし、13歳で学校に行くのを止めることとなった。アンディは10代の頃、最初はスペインのイビサ島で、その後マン島（マン島は彼の兄の出身地で、両親が住んでいた場所）で、旅行者が集まるクラブで音楽活動を始めた。地元のミュージシャンのジョン・オルダーソン（ギター）とジョン・ストリンガー（ドラム）とメロディ・フェア（Melody Fayre）（ビージーズの曲名を元に名づけられた）というバンドを結成した。このグループのマネジメントは彼の母・バーブラが行い、マン島のホテル内で定期的にライヴをしていた。彼の最初のレコーディングは、兄モーリスが作曲・演奏・プロデュースした「My Father Was A Reb」という曲だったが、発売されなかった。
ビージーズの成功の要因の1つはオーストラリア時代のトレーニングだったと考えていた兄バリーに強く勧められたため、アンディは1974年オーストラリアへ帰国した。オーストラリアでは彼は一人ではなく、姉レスリーが残って夫と住んでいた。オルダーソンとストリンガーも、アンディを追ってオーストラリアへ向かった。コル・ジョーイがプロデュースの元、アンディとオルダーソン、ストリンガーは何曲かレコーディングをした。グループ活動は散発的だったが、アンディはトレーニング目的だったこともあって兄たちの経済的な援助を受けていた。しかし、オルダーソンとストリンガーはそうもいかないため、イギリスへ帰国した。アンディのデビュー・シングルは「ワーズ・アンド・ミュージック」（Words and Music）というバラードで、コル・ジョーイのプロデュースだった。このシングル（カップリングは「Westfield Mansions」）は、1976年シドニー・ミュージック・チャートにてトップ20にランクインした。その後、トレバー・ノートン（ドラム）らのバンド・ゼンタ（Zenta）にアンディは加入し、スウィートやベイ・シティ・ローラーズのオーストラリア・ツアーにおけるサポート・アクトをつとめた。ダリル・サマーズがホストをつとめるテレビ番組で演奏した「Can't Stop Dancing」（レイ・スティーブンスのカバー。キャプテン&テニールの1977年のカバーがアメリカでヒット）をシングルでリリースする予定があったが、リリースされなかった。1976年初め、ビージーズのマネージャーであるロバート・スティグウッドが、アンディを自分のレーベル（RSOレコード）と契約した。アンディはマイアミビーチへ移り、兄バリーや共同プロデューサーのアルビー・ガルテン、カール・リチャードソンと音楽活動を開始した。
オーストラリアを発つ前に、アンディはガールフレンドと結婚した。夫婦の間には1978年に1人の娘が誕生したが、娘が誕生前に夫婦はすでにアンディのコカイン中毒が原因で別居していて、その後離婚した。

## 絶頂期
1976年後半、アンディはマイアミにある有名なクライテリア・スタジオで、兄バリーとともにデビュー・アルバムの制作にとりかかった。オーストラリアを出国してからの最初のリリースは、シングル「恋のときめき」（I Just Want to Be Your Everything）で、この曲はバリーによって書かれた。バリーはバック・ボーカルとしても参加している。このシングルはアメリカとオーストラリアでナンバー1ヒットとなり、結局この曲はその年で最も演奏された曲となった。イギリスではトップ40にランクインした程度の小ヒットとなった。アルバムに収録された10曲のうち、8曲はアンディによって書かれた曲だった。そのほとんどは、彼がオーストラリアにいる間に書いた曲で、その8曲の中に「ワーズ・アンド・ミュージック」の再録音が含まれていた。
1977年9月にデビュー・アルバム『Flowing Rivers』は、もう1つのナンバー1ヒット「愛の面影」（Love Is Thicker Than Water）（アンディとバリーの共同制作）が収録され、ミリオン・セラーとなった。ビージーズが制作したサウンドトラック『サタデー・ナイト・フィーバー』からの曲が次々と連続でナンバー1ヒットとなる中、その間に割り込んだ形で「愛の面影」がナンバー1ヒットとなった（この曲の前のナンバー1ヒットが「ステイン・アライヴ」で、後が「恋のナイト・フィーバー」）。
1978年4月に、バリー・ギブ、アルビー・ガルテン、カール・リチャードソンと制作をした2ndアルバム『Shadow Dancing』を発表した。このアルバムのタイトルトラック（ギブ4兄弟によって書かれた曲）はシングルとして発売されると、アメリカで7週連続1位となり、プラチナレコードを記録、「恋のナイト・フィーバー」を抑え、この年のビルボード年間ランキング1位を獲得した。ビルボード・ホット100で3曲連続でナンバー1ヒットを記録したアンディは初めてのソロ・シンガーである。このアルバムには他にトップ10ヒットが2曲（「永遠の愛」（An Everlasting Love）（最高5位）、「愛を捨てないで」（(Our Love) Don't Throw It All Away）（最高9位））が収録され、このアルバムもミリオン・セラーとなった。
1979年、アンディはビージーズ、ABBA、オリビア・ニュートン＝ジョンとユニセフ・コンサートで「レスト・ユア・ラヴ・オン・ミー」（Rest Your Love On Me）を演奏し、その模様は世界中で放送された。
彼の最後のアルバムとなる『After Dark』をレコーディングするため、彼はスタジオへ戻った。1980年3月、アンディにとって最後のトップ10シングルとなる「ディザイアー」（Desire）は、アルバムのリリースより前にチャート・インした。「ディザイアー」は、元々ビージーズの1979年のアルバム『Spirits Having Flown』のために書かれた曲で、アンディはゲスト・ボーカルとして参加していた。次のシングル「アイ・キャント・ヘルプ・イット」（I Can't Help It）はオリビア・ニュートン＝ジョンとのデュエットで、トップ20ヒットとなった。
年末にリリースされた『Andy Gibb's Greatest Hits』は、2曲の新曲が収録され、RSOレコードとの契約の最後としてリリースされた。「タイム・イズ・タイム」（Time Is Time）（最高15位）、「ミー」（Me (Without You)）（最後のトップ40ヒット）は、シングルとしても発表された。
この時期においてはアンディはギブ兄弟の中で容姿、スター性、音楽的才能、全てが秀でているとして、将来を高く嘱望されていた。

## 晩年
アメリカ人女優ヴィクトリア・プリンシパルとの恋人関係もあり、アンディはレコーディング以外の活動を始めた。それはアンドルー・ロイド・ウェバーのミュージカル「Joseph and the Amazing Technicolor Dreamcoat」の出演や、ギルバート・アンド・サリバンの喜劇「The Pirates of Penzance」の出演、テレビ番組「Solid Gold」へ司会者としての出演などである。
1981年夏に、エヴァリー・ブラザースのカバー「All I Have To Do Is Dream」をプリンシパルと共演する頃、彼女との恋愛も終わってしまった。破局の原因はやはりアンディのコカイン中毒にあった。この曲がアンディ最後の公式シングルであり、アメリカのチャートに記録された最後の曲だった。最高位は51位だった。兄のロビンはこの破局がアンディに与えた打撃は大きく、亡くなるまで重いうつ病に苦しんでいたと明かしている。またアンディ自身もこの破局のあとコカインを1日に1000ドル分使うようになったと語っていた。また、RSOレコードの消滅も大きな痛手となった。
1983年、長期欠席とコカイン中毒のため「Dreamcoat」や「Solid Gold」から外されてしまった。「Dreamcoat」のプロデューサーである Zev Bufman は、1983年にアンディについて語った。「アンディは劇場にいたとき、彼は喜んでいた。でも、彼は充分にはそこに居なかった。」加えて、出演する5人の俳優のうち、アンディが最高の俳優だった。アンディの死後、再度語っている。「彼は週末になると来なくなった。火曜日に戻ってきたときには、落ち込んだように見えた。彼は何か間違ったときは子犬のようにとても恥ずかしがる。彼のすべては心臓だったので、やり遂げるために必要な筋肉がなかった。」「Dreamcoat」の無名共演者は語った。「彼はホテルの部屋のテレビの前で時間を過ごしていると聞いている。彼は不安に怯えていたのだと思う。それは、ビージーズの末弟だったから。」アンディの死後、「Solid Gold」のプロデューサーである Brad Lachman も似たようなことを言っている。「アンディはとてもチャーミングで、傷つきやすくて、カリスマ的だった。彼は性格はよくて、気難しいタイプではなかった。でも彼は自分で対処できない悩みを抱えていた。彼は自分を愛してくれる人を誰でも欲しがっていた。彼にはそれだけの理由はあったのだが、それを彼自身は信じることができなかった。」
彼の家族は、彼に対して薬物中毒の治療を行うよう説得をした。1985年にベティ・フォード・クリニックで入院した後、アンディは小さなステージでヒット曲やカバーを演奏した。彼は「Gimme A Break!」や「Punky Brewster」などいくつかのテレビ番組でゲスト出演をした。東アジアツアーをした後、ラスベガスやタホ湖で定期的に演奏した。1984年、南米最大の音楽祭であり、テレビイベントでもあるチリのビニャ・デル・マール音楽祭では、彼はヘッドライナーで、出演は2夜に続いた。1986年3月のサンフランシスコ・フェアモントホテルでは2週間ショーを行った。しかしこれらの出演料は大量のコカインへの支出や浪費を補うものではなく、1987年11月に最終的に破産した。破産後は兄達や両親の経済的、精神的な庇護の下、本格的な復帰を目指すこととなった。

アンディは兄バリー、モーリスと一緒に職場復帰し、エンジニアの Scott Glasel とデモ・テープをレコーディング、イギリスのアイランド・レコードと10年の契約を結んだ。アンディの本格的復活をギブ家だけではなく、音楽業界も望んでいた。
デモのうちの1つ「マン・オン・ファイアー」（Man On Fire）は、アンディ死後にポリドール・レコードよりリリースされたアルバムに収録される形で発表された。他のデモ「Arrow Through The Heart」は、ビージーズの50周年記念アルバム『Bee Gees Mythology』に収録された。

## 死去

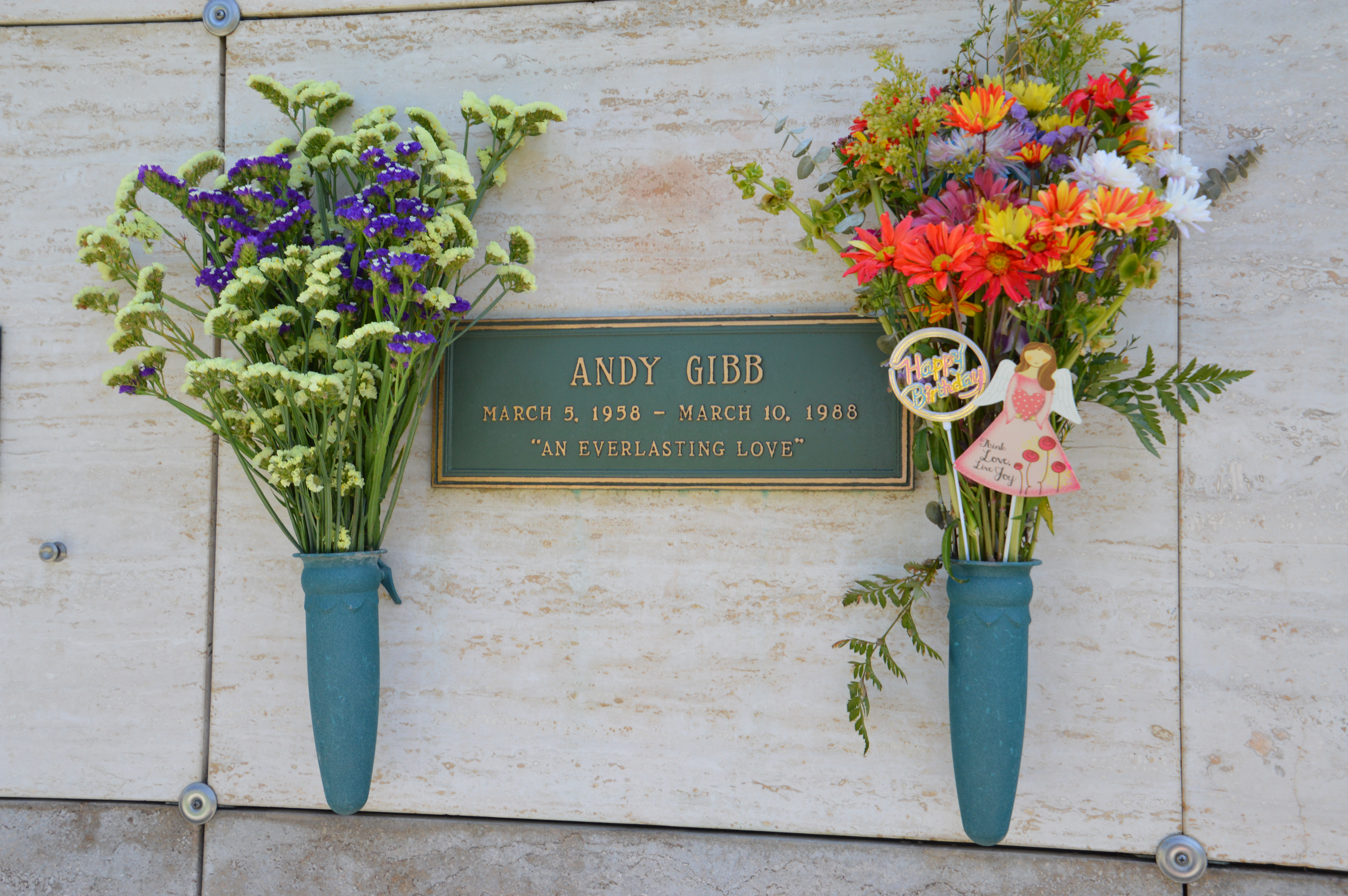
フォレスト・ローン・メモリアル・パークにある墓碑

彼が30歳である1988年3月、新しいアルバムの制作作業に入った頃、胸の痛みを訴えてジョン・ラドクリフ病院に入院した。そして1988年3月10日、ウイルス感染による心筋炎でわずか30歳で逝去した。彼が亡くなる直前、かねてから兄達、特にバリーが1970年代以来強く望んでいたビージーズへの彼が加入が決まっていたが、それは叶えられなかった。ビージーズはアルバム『One』と楽曲「Wish You Were Here」をアンディに捧げた。
遺骸は、ロサンゼルスのフォレスト・ローン・メモリアル・パークに埋葬された。ギブ家の人々の悲しみは深く、とりわけ彼の父ヒューはアンディの死後、生きる望みを完全に失ってしまった。彼は4年後に亡くなり、同じところに埋葬された。

## ディスコグラフィー

### スタジオ・アルバム
| 年                                   | アルバムの情報                                                                                                   | 各国のチャート順位 | 各国のチャート順位 | 各国のチャート順位 | 各国のチャート順位 | 各国のチャート順位 | 各国のチャート順位 | 各国のチャート順位 | 認定 (売上)                                     |
| 年                                   | アルバムの情報                                                                                                   | US                 | US R&B             | CAN                | UK                 | SWE                | NOR                | NZ                 | 認定 (売上)                                     |
| ------------------------------------ | --- | ------------------ | ------------------ | ------------------ | ------------------ | ------------------ | ------------------ | ------------------ | ----------------------------------------------- |
| 1977                                 | 恋のときめき - 原題: Flowing Rivers - First studio album - Release date: 1977年9月 - Label: RSO Records          | 19                 | —                  | 9                  | —                  | 4                  | —                  | —                  | - US: プラチナ - CAN: ゴールド                  |
| 1978                                 | シャドー・ダンシング - 原題: Shadow Dancing - Second studio album - Release date: 1978年4月 - Label: RSO Records | 7                  | 18                 | 1                  | 15                 | 42                 | 8                  | 15                 | - US: プラチナ - CAN: プラチナ - UK: シルヴァー |
| 1980                                 | アフター・ダーク - 原題: After Dark - Third studio album - Release date: 1980年2月 - Label: RSO Records          | 21                 | 67                 | 24                 | —                  | 23                 | 21                 | —                  | - US: ゴールド                                  |
| "—" チャートインしなかったことを示す | |                    |                    |                    |                    |                    |                    |                    |                                                 |

### コンピレーション・アルバム
| 1980                                 | アンディ･ギブ・グレイテスト・ヒッツ - 原題: Andy Gibb's Greatest Hits - Release date: 1980年 - Label: RSO Records                | 46 |
| 1991                                 | アンディ・ギブ・ベスト・ヒッツ - 原題: Greatest Hits Collection - Release date: 1991年 - Label: Polydor Records                  | —  |
| 2001                                 | - 原題: 20th Century Masters - The Millennium Collection - Release date: 2001年8月14日 - Label: Polydor Records                  | —  |
| 2018                                 | ザ・ベリー・ベスト・オブ・アンディ・ギブ - 原題: The Very Best of Andy Gibb - Release date: 2018年 - Label: キャピトル・レコード | —  |
| "—" チャートインしなかったことを示す | |    |

### シングル
| 年                                   | 邦題                                                               | 原題                                                | 各国のチャート順位 | 各国のチャート順位 | 各国のチャート順位 | 各国のチャート順位 | 各国のチャート順位 | 各国のチャート順位 | 認定 (売上)    | 収録アルバム                        |
| 年                                   | 邦題                                                               | 原題                                                | US                 | US AC              | US R&B             | NZ                 | UK                 | AUS                | 認定 (売上)    | 収録アルバム                        |
| ------------------------------------ | ------------------------------------------------------------------ | --------------------------------------------------- | ------------------ | ------------------ | ------------------ | ------------------ | ------------------ | ------------------ | -------------- | ----------------------------------- |
| 1976                                 | ワーズ・アンド・ミュージック                                       | Words and Music                                     | —                  | —                  | —                  | 29                 | —                  | 78                 |                | アルバム未収録                      |
| 1977                                 | 恋のときめき                                                       | I Just Want to Be Your Everything                   | 1                  | 8                  | 19                 | 2                  | 26                 | 1                  | - US: ゴールド | 恋のときめき                        |
| 1977                                 | 愛の面影                                                           | (Love Is) Thicker Than Water                        | 1                  | 18                 | —                  | 25                 | —                  | 13                 | - US: ゴールド | 恋のときめき                        |
| 1978                                 | シャドー・ダンシング                                               | Shadow Dancing                                      | 1                  | 8                  | 11                 | 5                  | 42                 | 11                 | - US: プラチナ | シャドー・ダンシング                |
| 1978                                 | 永遠の愛                                                           | An Everlasting Love                                 | 5                  | 8                  | —                  | 28                 | 10                 | 57                 | - US: ゴールド | シャドー・ダンシング                |
| 1978                                 | 愛をすてないで                                                     | Our Love）Don't Throw it all away                   | 9                  | 2                  | —                  | 27                 | 32                 | 61                 | - US: ゴールド | シャドー・ダンシング                |
| 1980                                 | ディザイアー                                                       | Desire                                              | 4                  | —                  | 49                 | 38                 | —                  | 90                 |                | アフター・ダーク                    |
| 1980                                 | アイ・キャント・ヘルプ・イット (with オリビア・ニュートン＝ジョン) | I Can't Help It (with Olivia Newton-John)           | 12                 | 8                  | —                  | —                  | —                  | 62                 |                | アフター・ダーク                    |
| 1980                                 | タイム・イズ・タイム                                               | Time Is Time                                        | 15                 | 29                 | —                  | —                  | —                  | —                  |                | アンディ･ギブ・グレイテスト・ヒッツ |
| 1981                                 | 君にサヨナラ                                                       | Me (Without You)                                    | 40                 | 45                 | —                  | —                  | —                  | —                  |                | アンディ･ギブ・グレイテスト・ヒッツ |
| 1981                                 | 夢を見るだけ (with ヴィクトリア・プリンシパル)                     | All I Have to Do Is Dream (with Victoria Principal) | 51                 | 25                 | —                  | —                  | —                  | —                  |                | アルバム未収録                      |
| "—" チャートインしなかったことを示す |                                                                    |                                                     |                    |                    |                    |                    |                    |                    |                |                                     |